# Bruce Boxleitner

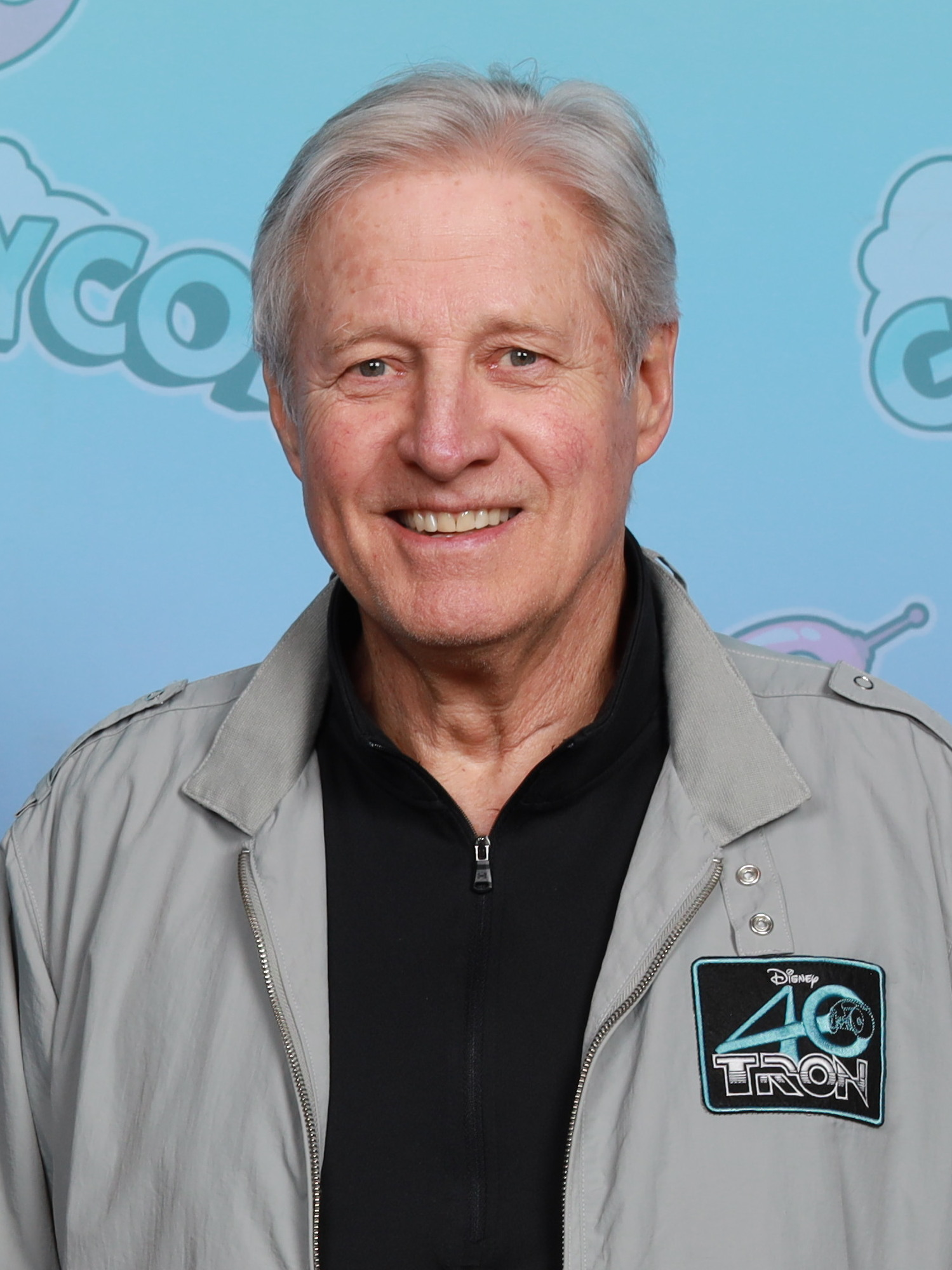
Bruce Boxleitner (2025)

Bruce William Boxleitner (* 12. Mai 1950 in Elgin, Illinois) ist ein US-amerikanischer Schauspieler.

## Karriere
Boxleitner ist seit 1973 als Schauspieler für Film und Fernsehen tätig. Einem größeren Publikum wurde er in den 1980er Jahren durch seine Hauptrolle in der Fernsehserie Agentin mit Herz bekannt. Ab 1994 folgte die Hauptrolle in der Science-Fiction-Serie Babylon 5, die ihm wiederum einen größeren Bekanntheitsgrad verschaffte. Daneben spielte er in den Filmen Tron (1982) und Gods and Generals (2003) mit. Er wurde auch als Model gebucht (Lauder for men). Als Schauspieler war er in mehr als 130 Film- und Fernsehproduktionen zu sehen, darunter auch in diversen B-Movies.
Boxleitner war von Mai 1977 bis 1987 mit der Schauspielerin Kathryn Holcomb verheiratet, mit der er zwei Söhne hat. Vom 1. Januar 1995 bis März 2011 war er mit der Schauspielerin Melissa Gilbert verheiratet, gemeinsam haben sie einen Sohn. Seit 2016 ist er mit Verena King-Boxleitner verheiratet.

## Filmografie (Auswahl)

### Filme
- 1980: Der Abstauber (The Baltimore Bullet)
- 1981: Jenseits von Eden (East of Eden)
- 1982: Tron
- 1986: Entscheidung am Long Hill (Down the Long Hills/Louis L’Amour’s Down the Long Hills)
- 1987: Der beste Spieler weit und breit: Sein größter Sieg (Kenny Rogers as The Gambler, Part III: The Legend Continues)
- 1988: Red River (Fernsehfilm)
- 1989: Schattenreich des Todes (From The Dead Of The Night)
- 1989: Die Champagner-Dynastie (Till We Meet Again)
- 1992: Kuffs – Ein Kerl zum Schießen (Kuffs)
- 1992: Mörderisches Dreieck (Double Jeopardy, Fernsehfilm)
- 1992: The Babe – Ein amerikanischer Traum (The Babe)
- 1994: Die Tochter des Maharadschas (The Maharaja’s Daughter)
- 1994: Rauchende Colts: Er ist das Gesetz (Gunsmoke: One Man’s Justice, Fernsehfilm)
- 1995: Abschied von St. Petersburg (Zoya)
- 1998: Babylon 5: Der erste Schritt (Babylon 5: In the Beginning)
- 1998: Babylon 5: Das Tor zur 3. Dimension (Babylon 5: Thirdspace)
- 1999: Babylon 5: Waffenbrüder (Babylon 5: A Call to Arms)
- 1999: Angst über den Wolken (Free Fall)
- 2000: Hetzjagd durch St. Petersburg (Perilous)
- 2000: Das Kindermädchen (The Perfect Nanny)
- 2001: Ebola – Anschlag auf den Präsidenten (Contagion)
- 2003: Flashflood – Wenn der Damm bricht (Killer Flood: The Day the Dam Broke)
- 2003: Eiskalte Stille (Silence)
- 2003: Gods and Generals
- 2004: Snakehead Terror
- 2005: Verbotene Liebe – Ein mörderisches Spiel (A Killer Upstairs)
- 2005: König einer vergessenen Welt (King of the Lost World)
- 2007: Babylon 5: Vergessene Legenden – Stimmen aus dem Dunkel (Babylon 5: The Lost Tales)
- 2007: Sharpshooter (Fernsehfilm)
- 2007: The Bone Eater (Bone Eater)
- 2007: Pandemic – Tödliche Erreger (Pandemic)
- 2009: Transmorphers 3 – Der dunkle Mond (Transmorphers: Fall of Man)
- 2010: Schattenkommando (Shadows in Paradise)
- 2010: Lego Atlantis (Fernsehfilm)
- 2010: Tron: Legacy
- 2011: 51
- 2011: Love’s Everlasting Courage
- 2012: Smokewood (Fernsehfilm)
- 2013: Ein Erbe voller Überraschungen (Fernsehfilm)
- 2013: Silberglöckchen (Silver Bells)
- 2016: Wedding Bells
- 2017: Eat, Drink & Be Buried: A Gourmet Detective Mystery
- 2018: The Oath
- 2019: Holiday Date
- 2023: The Warrant: Breaker’s Law
- 2023: Far Haven
- 2024: Space Command Redemption

### Fernsehserien
- 1974–1976: Hawaii Fünf-Null (Hawaii Five-0, 3 Folgen)
- 1975: Rauchende Colts (Gunsmoke, Folge 20x24)
- 1976–1979: Durch die Hölle nach Westen (How the West Was Won, 23 Folgen)
- 1982–1983: Frank Buck – Abenteuer in Malaysia (Bring ’Em Back Alive, 17 Folgen)
- 1983–1987: Agentin mit Herz (Scarecrow and Mrs. King, 89 Folgen)
- 1991: Geschichten aus der Gruft (Tales from the Crypt, Folge 3x05)
- 1994–1998: Babylon 5 (88 Folgen)
- 1998: Ein Hauch von Himmel (Touched by an Angel, Folge 5x10)
- 2000: Outer Limits – Die unbekannte Dimension (The Outer Limits, Folge 6x13)
- 2003: She Spies – Drei Ladies Undercover (She Spies, 3 Folgen)
- 2005: Crossing Jordan – Pathologin mit Profil (Crossing Jordan, Folge 4x12)
- 2005: Welcome, Mrs. President (Commander in Chief, Folge 1x02)
- 2007: Cold Case – Kein Opfer ist je vergessen (Cold Case, Folge 4x16)
- 2008–2009: Chuck (Folgen 2x09, 2x22)
- 2008–2009: Heroes (3 Folgen)
- 2010, 2017: Navy CIS (NCIS, Folgen 8x07, 14x20)
- 2012: Blackout – Die totale Finsternis (Blackout)
- 2012: GCB (4 Folgen)
- 2012–2013: TRON: Der Aufstand (Tron: Uprising, Zeichentrickserie, 17 Folgen)
- 2013–2015: Cedar Cove – Das Gesetz des Herzens (Cedar Cove, 29 Folgen)
- 2018–2019: Supergirl (10 Folgen)
- 2019–2021: Matchmakers Mysteries
- 2019: Janette Oke: Die Coal Valley Saga (Folge 6x07)
- 2021–2022: Space Command (Folgen 1x01–1x02)
- 2022: The Orville (3 Folgen)
- 2024: Blue Ridge (Folgen 1x02, 1x05)

## Auszeichnungen
Bravo Otto in Gold
- 1986: TV-Star

Bravo Otto in Bronze
- 1987: TV-Star
- 1988: TV-Star